# Ява (марка сигарет)
«Ява» — торговая марка сигарет.

## История
В 1912 году «Товарищество табачной фабрики С. Габай» начало выпуск папирос «Ява». Своё название они получили от одноимённого индонезийского острова, с которого поступало табачное сырьё для их изготовления.
Не позднее 1960 года на той же фабрике (переименованной в 1920 году в табачную фабрику «Ява») производились сигареты «Ява» без фильтра, с табаком, ароматизированным смесью из ромовой эссенции, кумарина, ванилина, этилового спирта, глицерина и экстракта солодкового корня. Сигареты относились ко второму сорту. Их длина составляла 70 мм, диаметр 8,2 мм. Аромат дыма с ванильным тоном.
С 1966 года под этой маркой начинается производство сигарет с фильтром международного формата «king size». Выпускаются сигареты «Ява-100» длиной 100 мм. В 1988 года вводится госмонополия на марку, цена — от 5 рублей при средней зарплате инженера 120 рублей.
В 1994 году компания British American Tobacco приобрела контрольный пакет акций фабрики «Ява», а в 1997 году начала выпуск сигарет под брендом «Ява Золотая».